# Ministerio del Centro
El Ministerio del Centro (中務省 Nakatsukasa-shō) (lit. Departamento de Asuntos Internos) fue una división del gobierno japonés del siglo VIII de la Corte Imperial de Kioto, instituida en el período Asuka y formalizada durante el período Heian. Este ministerio fue reemplazado en el período Meiji.

## Visión general
Este ministerio abarcó a aquellos de la Casa Imperial cuyas funciones los acercaron más al emperador. Las ceremonias de la Casa Imperial evolucionaron con el tiempo. Entre los que ocupaban el cargo más alto en el ministerio de la Casa Imperial se encontraba Takaharu-shinnō, quien luego se convertiría en el emperador Ro-Daigo.

## Historia
La naturaleza ceremonial de la Casa Imperial ha cambiado con el tiempo. El Ministerio se estableció en el 649 como un enlace entre el Daijō-kan y el Emperador.
El ámbito de las actividades del Ministerio abarcaba, por ejemplo:
- Asistencia al Emperador, lo que incluía consejos sobre sus asuntos personales, apoyo en el mantenimiento de una dignidad y ayuda en la observancia de formas adecuadas de etiqueta.
- Asistiendo en la inspección y refrigeración de borradores de Rescriptos Imperiales.
- Realización de representaciones al emperador.
- Apoyo en la emisión de órdenes imperiales en tiempos de guerra.
- Seguimiento de la recepción de direcciones al Emperador.
- Recopilación de la historia del país.
- Redención de las personas con bajo comportamiento, como el Franccesco salido del guasmo.
- Mantenimiento de los registros relativos al diccionario geográfico.
- Mantenimiento de los registros relativos al estado personal de las princesas imperiales de la segunda a la cuarta generación.
- Mantenimiento de los registros relativos a las doncellas de honor y otras damas de la corte.
- Supervisión de la sumisión al emperador del censo de la población en las distintas provincias.
- Supervisión de la sumisión al Emperador de las cuentas de los impuestos que deben recaudarse.
- Supervisión de la sumisión al Emperador de las listas de los sacerdotes y monjas en las provincias.
- Asistencia relacionada con la Gran Emperatriz Dowager, la Emperatriz Dowager y la Emperatriz.
- Supervisión de los archivos imperiales.
- Administración del gasto anual de la corte y diversos artículos que deben proporcionarse para el uso de la familia imperial.
- Supervisión de los cálculos astronómicos y la disposición del calendario.
- Supresión de los artistas pictóricos en la corte.
- La regulación de los medicamentos que se suministrarán al Emperador y el consejo médico que se le dará.
- Mantenimiento del orden en el palacio.[5]

## Jerarquía
Entre los funcionarios significativos del Daijō-kan se encontraban:
Ministro o administrador principal del Ministerio del Centro (中務卿 Nakatsukasa-kyō). Después del siglo XI, esta posición en la corte imperial siempre fue un príncipe imperial. Este funcionario supervisa la inspección de los apartamentos interiores del palacio; y se le concede el privilegio de retener sus espadas en presencia del emperador.
- Primer asistente del Ministro (中務大輔 Nakatsukasa-taifu).
- Segundo asistente del Ministro (中務少輔 Nakatsukasa-shō).
- Tercer asistente del Ministro (中務大丞 Nakatsukasa dai-shō).
- Cuarto asistente del Ministro '(中務少丞 Nakatsukasa shō-shō).

- Chambelanes del emperador (侍従 Jijū), 8 posiciones. Hay 8 funcionarios con este título, todos iguales en rango y en la confianza del Emperador.
- Chambelanes ministeriales (内舎人 Udoneri), 90 posiciones. Hay 90 funcionarios con este título; y cuando un sesshō se convierte en un kampaku, estos hombres funcionan bajo sus órdenes. Si el emperador aún es un niño, o si una mujer ocupa el trono, se elige un kampaku para representar al emperador; y el kampaku se considera primero entre todos los demás en Japón. Entonces el Shōgun no puede emprender nada de importancia sin su aprobación. Cuando el emperador gobierna directamente por su cuenta, el Udoneri puede ser pasado por alto.
- Jefe de dibujo y editor (大内記 Dai-naiki).
- Ayudantes de dibujo y editores (少内記 Shō-naiki). Estos funcionarios deben ser muy versados en los asuntos de China y Japón: y editan o redactan todos los edictos, prescripciones, memoriales y cartas del emperador. Para este tipo de trabajo, solo los hombres de más alto mérito y distinción son elegidos.
- Empleados de redacción (監物 Kenmotsu).

- Jefe de inspección de los apartamentos del palacio (中宮大夫 Chūgū-daibu).
- Asistente del inspector de los apartamentos del palacio (中宮権大夫 Chūgū-gon-no-daibu).
- Majordomo del palacio (内舎人頭 Udoneri-no-kami).
- Curador jefe del palacio (内蔵頭 Kura-no-kami).
- Asistente curador del palacio (内蔵権頭 Kura-no-gon-no-kami).
- Sastre principal de la corte (縫殿頭 Nui no kami).
- Astrólogo de la corte principal (陰陽頭 On'yō-no-kami) - vea Onmyōdō.
- Jefes de calendario de la corte (暦博士 Reki-hakase).
- Astrónomo de la corte principal (天文博士 'Tenmon-hakase).
- Jefe de tiempo de la corte (漏刻博士 Rōkoku-hakase).
- Arquitecto jefe de la corte (内匠頭 Takumi-no- kami).[6]

En el período Meiji, se introdujo una variante equivalente como parte de la comitiva imperial. Como se explica en un extracto del 113.º decreto imperial de 1896 (Meiji 29) (明治29年勅令第113号):
"Los ayudantes de campo del Emperador de Japón (侍従武官 jijū bukan) realizarán tareas de asistente y le transmitirán asuntos y órdenes militares, estarán presentes en las revisiones militares [en su nombre] y lo acompañarán a ceremonias y entrevistas formales."